# Državni udar u Urugvaju 1973.
Državni udar u Urugvaju izveden je u Urugvaju 27. lipnja 1973., kada je vlast u zemlji preuzela vojska, čime je započelo razdoblje diktature koje je trajalo do 1985. godine.
Predsjednik Urugvaja, Juan María Bordaberry, raspustio je parlament i hunta generala preuzela je vlast. Službeno se htjelo uništiti Tupamaros, marksističku gradsku gerilu. Lijevo orijentirani sindikati organizirali su štrajkove, i poduzeća su okupirana. Generalni štrajk u Urugvaju 1973. trajao je dva tjedna. Vođe sindikata su zatvorene, ubijene ili su pobjegle u Argentinu. Poslije državnog udara sindikatima je zabranjen daljnji rad. Rad političkih stranka i sindikata smatran je protuzakonitim sve do generalnog štrajka 1984. koji će utrti put povratku na demokratski sustav 1985. godine.